# كأس آسيا تحت 23 سنة 2022
بطولة آسيا تحت 23 سنة لكرة القدم 2022 (تعرف أيضا باسم كأس آسيا تحت 23 سنة 2022) هي النسخة الخامسة من بطولة آسيا تحت 23 سنة. منحت حقوق استضافة البطولة إلى أوزبكستان.
كان من المقرر أن تقام البطولة في الأصل في أوزبكستان في الفترة من 6 إلى 24 يناير 2020. لكن تم تأجيلها بسبب جائحة كورونا، وتمت إعادة جدولتها إلى 1–19 يونيو 2022. تنافس إجمالي 16 فريقًا في البطولة. حقق المنتخب السعودي الأولمبي اللقب بعد تغلبه على منتخب أوزبكستان الأولمبي في المباراة النهائية بنتيجة 2-0.

## اختيار المستضيف
في الأصل، تقرر أن تستضيف الصين البطولة، كمسابقة تحضيرية قبل كأس آسيا تحت 23 سنة. المواعيد الجديدة التي وافقت عليها لجنة مسابقات الاتحاد الآسيوي. ولكن انسحبوا من استضافة البطولة في أكتوبر 2020 بسبب تضارب المواعيد، والجداول الزمنية لاستكمال الاستاد قبل الأحداث الدولية الأخرى والتحديات التي أوجدتها جائحة فيروس كورونا. آخر تحديث لبطولة آسيا لكرة الصالات وكأس آسيا تحت 23 عامًا الاتحاد الآسيوي لكرة القدم التاريخ 15 أكتوبر 2020. في 18 مارس 2021، أعن الاتحاد الآسيوي لكرة القدم أن أوزبكستان ستستضيف البطولة.

## التصفيات
لعبت مباريات التصفيات بين 23 أكتوبر و2 نوفمبر 2021.

### الفرق المتأهلة
| فريق                     | تأهل في                     | المشاركة | أفضل أداء سابق                 |
| ------------------------ | --------------------------- | -------- | ------------------------------ |
| أوزبكستان                | المستضيف                    | الظهور 5 | البطل 2018                     |
| العراق                   | فائز المجموعة ج             | الظهور 5 | البطل (2013)                   |
| اليابان                  | فائز المجموعة ق             | الظهور 5 | البطل (2016)                   |
| كوريا الجنوبية           | فائز المجموعة ط             | الظهور 5 | البطل (2020)                   |
| فيتنام                   | فائز المجموعة ع             | الظهور 4 | الوصيف (2018)                  |
| الأردن                   | فائز المجموعة س             | الظهور 5 | مركز الثالث (2013)             |
| أستراليا                 | فائز المجموعة ص             | الظهور 5 | مركز الثالث (2020)             |
| قطر                      | فائز المجموعة أ             | الظهور 4 | مركز الثالث (2018)             |
| الإمارات العربية المتحدة | فائز المجموعة ر             | الظهور 4 | ريع النهائي (2013,(2016,(2020) |
| إيران                    | فائز المجموعة ب             | الظهور 4 | ريع النهائي (2016)             |
| ماليزيا                  | فائز المجموعة ف             | الظهور 2 | ريع النهائي (2018)             |
| الكويت                   | فائز المجموعة د             | لظهور 2  | مرحلة مجموعات (2013)           |
| تايلاند                  | اول أفضل وصيف (المجموعة ف)  | الظهور 4 | ربع النهائي (2020)             |
| السعودية                 | ثاني أفضل وصيف (المجموعة د) | الظهور 5 | الوصيف (2013,(2020)            |
| تركمانستان               | ثالث أفضل وصيف (المجموعة س) | الظهور 1 | لا يوجد (0)                    |
| طاجيكستان                | رابع أفضل وصيف (المجموعة ب) | الظهور 1 | لا يوجد (0)                    |

## القرعة
القرعة 16 فريقًا المنافسة في النهائية بطولة آسيا تحت 23 سنة لكرة القدم 2022 في أوزبكستان.
| الوعاء 1                                                                           | الوعاء 2                                                  | الوعاء 3                              | الوعاء 4                                        |
| ---------------------------------------------------------------------------------- | --------------------------------------------------------- | ------------------------------------- | ----------------------------------------------- |
| 1. أوزبكستان (المستضيف) 2. كوريا الجنوبية (حاملة لقب 2020) 3. السعودية 4. أستراليا | 1. الأردن 2. تايلاند 3. الإمارات العربية المتحدة 4. إيران | 1. العراق 2. قطر 3. فيتنام 4. اليابان | 1. طاجيكستان 2. ماليزيا 3. الكويت 4. تركمانستان |

## الأماكن
| طشقند                                                   | طشقند          |
| ------------------------------------------------------- | -------------- |
| ملعب ملي                                                | ملعب لوكوموتيف |
| السعة: 34,000                                           | السعة: 8,000   |
|                                                         |                |
| طشقند أولماليق قرشيكأس آسيا تحت 23 سنة 2022 (أوزبكستان) |                |
| أولماليق                                                | قرشي           |
| ستاد ميتالورج                                           | ملعب مركزي     |
| السعة: 11,000                                           | السعة: 21,000  |
|                                                         |                |

## مرحلة المجموعات
تم قرعة الفرق الـ16 إلى أربع مجموعات من أربعة فرق ، مع التصنيف بناءً على أدائهم في بطولة آسيا تحت 23 سنة 2020.
جميع الأوقات حسب التوقيت المحلي (ت ع م+5).

### المجموعة الأولى
| م | الفريق        | لعب | ف | ت | خ | أ.له | أ.ع | أ.ف | نقاط | التأهل             |
| - | ------------- | --- | - | - | - | ---- | --- | --- | ---- | ------------------ |
| 1 | أوزبكستان (H) | 3   | 2 | 1 | 0 | 8    | 1   | +7  | 7    | مرحلة خروج المغلوب |
| 2 | تركمانستان    | 3   | 1 | 1 | 1 | 4    | 4   | 0   | 4    | مرحلة خروج المغلوب |
| 3 | إيران         | 3   | 0 | 2 | 1 | 3    | 4   | −1  | 2    |                    |
| 4 | قطر           | 3   | 0 | 2 | 1 | 3    | 9   | −6  | 2    |                    |

| إيران         | 1–1                          | قطر           |
| ------------- | ---------------------------- | ------------- |
| - شهرياري 90' | تقرير مباشر تقرير الإحصائيات | - الجانحي 87' |

| أوزبكستان             | 1–0                          | تركمانستان |
| --------------------- | ---------------------------- | ---------- |
| - خوشيموف 75' (ركلة.) | تقرير مباشر تقرير الإحصائيات |            |

| تركمانستان                              | 2–1                          | إيران      |
| --------------------------------------- | ---------------------------- | ---------- |
| - سابارجوليف 28' (ركلة.) - ت. كاروي 80' | تقرير مباشر تقرير الإحصائيات | - بافيه 8' |

| قطر | 0–6                          | أوزبكستان                                                                                     |
| --- | ---------------------------- | --------------------------------------------------------------------------------------------- |
|     | تقرير مباشر تقرير الإحصائيات | - جالاليدينوف 5' - إركينوف 20' - نورتشييف 45+1' - خوشيموف 60' - أيمن 63' (هـ.ذ.) - جيانوف 67' |

| أوزبكستان        | 1–1                          | إيران       |
| ---------------- | ---------------------------- | ----------- |
| - جوراكوزييف 22' | تقرير مباشر تقرير الإحصائيات | - يوسفي 62' |

| قطر               | 2–2                          | تركمانستان        |
| ----------------- | ---------------------------- | ----------------- |
| - الطيري 65'، 73' | تقرير مباشر تقرير الإحصائيات | - ميرادو 75'، 82' |

### المجموعة الثانية
| م | الفريق   | لعب | ف | ت | خ | أ.له | أ.ع | أ.ف | نقاط | التأهل             |
| - | -------- | --- | - | - | - | ---- | --- | --- | ---- | ------------------ |
| 1 | أستراليا | 3   | 2 | 1 | 0 | 4    | 1   | +3  | 7    | مرحلة خروج المغلوب |
| 2 | العراق   | 3   | 1 | 2 | 0 | 5    | 3   | +2  | 5    | مرحلة خروج المغلوب |
| 3 | الأردن   | 3   | 1 | 1 | 1 | 2    | 2   | 0   | 4    |                    |
| 4 | الكويت   | 3   | 0 | 0 | 3 | 1    | 6   | −5  | 0    |                    |

| أستراليا                        | 2–0                          | الكويت |
| ------------------------------- | ---------------------------- | ------ |
| - داريغو 26' - ريتش باغويلو 54' | تقرير مباشر تقرير الإحصائيات |        |

| الأردن        | 1–1                          | العراق      |
| ------------- | ---------------------------- | ----------- |
| - أبو رزق 57' | تقرير مباشر تقرير الإحصائيات | - رمضان 69' |

| العراق           | 1–1                          | أستراليا    |
| ---------------- | ---------------------------- | ----------- |
| - عبد الكريم 56' | تقرير مباشر تقرير الإحصائيات | - كول 45+2' |

| الكويت | 0–1                          | الأردن        |
| ------ | ---------------------------- | ------------- |
|        | تقرير مباشر تقرير الإحصائيات | - أبو رزق 57' |

| أستراليا              | 1–0                          | الأردن |
| --------------------- | ---------------------------- | ------ |
| - نجاريني 61' (ركلة.) | تقرير مباشر تقرير الإحصائيات |        |

| العراق                                | 3–1                          | الكويت        |
| ------------------------------------- | ---------------------------- | ------------- |
| - محمد 35' - أوجيلي 59' - غريباوي 82' | تقرير مباشر تقرير الإحصائيات | - الرشيدي 12' |

### المجموعة الثالثة
| م | الفريق         | لعب | ف | ت | خ | أ.له | أ.ع | أ.ف | نقاط | التأهل             |
| - | -------------- | --- | - | - | - | ---- | --- | --- | ---- | ------------------ |
| 1 | كوريا الجنوبية | 3   | 2 | 1 | 0 | 6    | 2   | +4  | 7    | مرحلة خروج المغلوب |
| 2 | فيتنام         | 3   | 1 | 2 | 0 | 5    | 3   | +2  | 5    | مرحلة خروج المغلوب |
| 3 | تايلاند        | 3   | 1 | 1 | 1 | 5    | 3   | +2  | 4    |                    |
| 4 | ماليزيا        | 3   | 0 | 0 | 3 | 1    | 9   | −8  | 0    |                    |

| كوريا الجنوبية                                                 | 4–1                          | ماليزيا     |
| -------------------------------------------------------------- | ---------------------------- | ----------- |
| - لي سانغ مين 31' - كيم تاي هوان 48' - تشو يونغ ووك 88'، 90+2' | تقرير مباشر تقرير الإحصائيات | - مخيري 83' |

| تايلاند                     | 2–2                          | فيتنام                                 |
| --------------------------- | ---------------------------- | -------------------------------------- |
| - ديفيس 34' - سوفانات 90+1' | تقرير مباشر تقرير الإحصائيات | - فان توان تاي 1' - نجوين فان تونغ 73' |

| فيتنام            | 1–1                          | كوريا الجنوبية     |
| ----------------- | ---------------------------- | ------------------ |
| - فو تين لونغ 83' | تقرير مباشر تقرير الإحصائيات | - تشو يونغ ووك 63' |

| ماليزيا | 0–3                          | تايلاند                             |
| ------- | ---------------------------- | ----------------------------------- |
|         | تقرير مباشر تقرير الإحصائيات | - مويانتا 23'، 73' - برومسريكيو 69' |

| كوريا الجنوبية    | 1–0                          | تايلاند |
| ----------------- | ---------------------------- | ------- |
| - غو جاي هيون 35' | تقرير مباشر تقرير الإحصائيات |         |

| فيتنام                                     | 2–0                          | ماليزيا |
| ------------------------------------------ | ---------------------------- | ------- |
| - نهام مانه دونغ 28' - بوي هوانغ فيت 45+8' | تقرير مباشر تقرير الإحصائيات |         |

### المجموعة الرابعة
| م | الفريق                   | لعب | ف | ت | خ | أ.له | أ.ع | أ.ف | نقاط | التأهل             |
| - | ------------------------ | --- | - | - | - | ---- | --- | --- | ---- | ------------------ |
| 1 | السعودية                 | 3   | 2 | 1 | 0 | 7    | 0   | +7  | 7    | مرحلة خروج المغلوب |
| 2 | اليابان                  | 3   | 2 | 1 | 0 | 5    | 1   | +4  | 7    | مرحلة خروج المغلوب |
| 3 | الإمارات العربية المتحدة | 3   | 1 | 0 | 2 | 3    | 4   | −1  | 3    |                    |
| 4 | طاجيكستان                | 3   | 0 | 0 | 3 | 0    | 10  | −10 | 0    |                    |

| الإمارات العربية المتحدة | 1–2                          | اليابان                      |
| ------------------------ | ---------------------------- | ---------------------------- |
| - حسن 63'                | تقرير مباشر تقرير الإحصائيات | - ي. سوزوكي 61' - هوسويا 76' |

| السعودية                                                              | 5–0                          | طاجيكستان |
| --------------------------------------------------------------------- | ---------------------------- | --------- |
| - اليامي 42' - يحيى 50' - عسيري 68' - الحربي 86' - رديف 90+7' (ركلة.) | تقرير مباشر تقرير الإحصائيات |           |

| اليابان | 0–0                          | السعودية |
| ------- | ---------------------------- | -------- |
|         | تقرير مباشر تقرير الإحصائيات |          |

| طاجيكستان | 0–2                          | الإمارات العربية المتحدة      |
| --------- | ---------------------------- | ----------------------------- |
|           | تقرير مباشر تقرير الإحصائيات | - محمد 12' - سعيد 78' (ركلة.) |

| السعودية                              | 2–0                          | الإمارات العربية المتحدة |
| ------------------------------------- | ---------------------------- | ------------------------ |
| - يحيى 57' - عبد الحميد 90+3' (ركلة.) | تقرير مباشر تقرير الإحصائيات |                          |

| اليابان                                   | 3–0                          | طاجيكستان |
| ----------------------------------------- | ---------------------------- | --------- |
| - ماتسوكي 11' - ساتو 56' - ناكاجيما 90+4' | تقرير مباشر تقرير الإحصائيات |           |

## مرحلة خروج المغلوب

### المسار
|  | ربع النهائي          | ربع النهائي         |                |          | نصف النهائي   | نصف النهائي   |  |  | النهائي             | النهائي |
|  |                      |                     |                |          |               |               |  |  |                     |         |
|  | 11 يوليو – باختاكور  |                     |                |          |               |               |  |  |                     |         |
|  |                      |                     |                |          |               |               |  |  |                     |         |
|  | أوزبكستان (ج.)       | 2 (3)               |                |          |               |               |  |  |                     |         |
|  | أوزبكستان (ج.)       | 2 (3)               | 15 يوليو – ملي |          |               |               |  |  |                     |         |
|  | العراق               | 2 (2)               |                |          |               |               |  |  |                     |         |
|  | العراق               | 2 (2)               | أوزبكستان      | 2        |               |               |  |  |                     |         |
|  | 12 يوليو – باختاكور  |                     | أوزبكستان      | 2        |               |               |  |  |                     |         |
|  |                      | اليابان             | 0              |          |               |               |  |  |                     |         |
|  | كوريا الجنوبية       | اليابان             | 0              | 0        |               |               |  |  |                     |         |
|  | كوريا الجنوبية       |                     | 19 يوليو – ملي | 0        |               |               |  |  |                     |         |
|  | اليابان              | 3                   |                |          |               |               |  |  |                     |         |
|  | اليابان              | 3                   | أوزبكستان      | 0        |               |               |  |  |                     |         |
|  | 11 يوليو – ملي       |                     | أوزبكستان      | 0        |               |               |  |  |                     |         |
|  |                      | السعودية            | 2              |          |               |               |  |  |                     |         |
|  | أستراليا             | السعودية            | 2              | 1        |               |               |  |  |                     |         |
|  | أستراليا             | 15 يوليو – باختاكور |                | 1        |               |               |  |  |                     |         |
|  | تركمانستان           | 0                   |                |          |               |               |  |  |                     |         |
|  | تركمانستان           | 0                   | أستراليا       | 0        | المركز الثالث | المركز الثالث |  |  |                     |         |
|  | 12 يوليو – لوكوموتيف |                     | أستراليا       | 0        | المركز الثالث | المركز الثالث |  |  |                     |         |
|  |                      | السعودية            | 2              |          |               |               |  |  |                     |         |
|  | السعودية             | السعودية            | 2              | 2        | اليابان       | 3             |  |  |                     |         |
|  | السعودية             |                     |                | 2        | اليابان       | 3             |  |  |                     |         |
|  | فيتنام               | 0                   |                | أستراليا | 0             |               |  |  |                     |         |
|  | فيتنام               | 0                   |                |          | 0             |               |  |  |                     |         |
|  |                      |                     |                |          |               |               |  |  | 18 يوليو – باختاكور |         |
|  |                      |                     |                |          |               |               |  |  |                     |         |

### ربع النهائي
| أستراليا              | 1–0                          | تركمانستان |
| --------------------- | ---------------------------- | ---------- |
| - أورازوف 74' (هـ.ذ.) | تقرير مباشر تقرير الإحصائيات |            |

| أوزبكستان                                      | 2–2 (ب.و.إ.)                 | العراق                                      |
| ---------------------------------------------- | ---------------------------- | ------------------------------------------- |
| - جالاليدينوف 45+5' (ركلة.) - عمار 50' (هـ.ذ.) | تقرير مباشر تقرير الإحصائيات | - رمضان 19' (ركلة.) - غالب 68'              |
| ركلات الترجيح                                  |                              |                                             |
| - جوراكوزييف - خمرالييف - فايزوللايف - بورييف  | 3–2                          | - دوسكي - نعيم - رمضان - عقيلي - عبد الكريم |

| كوريا الجنوبية | 0–3                          | اليابان                           |
| -------------- | ---------------------------- | --------------------------------- |
|                | تقرير مباشر تقرير الإحصائيات | - ي. سوزوكي 22'، 80' - هوسويا 65' |

| السعودية                    | 2–0                          | فيتنام |
| --------------------------- | ---------------------------- | ------ |
| - الحربي 41' - البريكان 65' | تقرير مباشر تقرير الإحصائيات |        |

### نصف النهائي
| أستراليا | 0–2                          | السعودية                |
| -------- | ---------------------------- | ----------------------- |
|          | تقرير مباشر تقرير الإحصائيات | - العيسى 20' - يحيى 70' |

| أوزبكستان                        | 2–0                          | اليابان |
| -------------------------------- | ---------------------------- | ------- |
| - جالاليدينوف 60' - نورتشييف 89' | تقرير مباشر تقرير الإحصائيات |         |

### مباراة المركز الثالث
| اليابان                                   | 3–0                          | أستراليا |
| ----------------------------------------- | ---------------------------- | -------- |
| - ساتو 7' - تروين 39' (هـ.ذ.) - فوغيو 63' | تقرير مباشر تقرير الإحصائيات |          |

### النهائي
| أوزبكستان | 0–2                          | السعودية                     |
| --------- | ---------------------------- | ---------------------------- |
|           | تقرير مباشر تقرير الإحصائيات | - الغامدي 48' - البريكان 74' |

## الفائز
| بطولة آسيا تحت 23 سنة لكرة القدم 2022 |
| ------------------------------------- |
| السعودية أول لقب                      |

## الجوائز
وُزعت الجوائز التالية بعد نهاية البطولة:
| هداف بطولة   | أفضل لاعب | أفضل حارس    | جائزة اللعب النظيف |
| ------------ | --------- | ------------ | ------------------ |
| تشو يونغ ووك | أيمن يحيى | نواف العقيدي | السعودية           |

### ترتيب فرق المسابقة
حسب الاتفاقية الإحصائية في كرة القدم، فإن المباريات التي تحسم في الوقت الإضافي يتم احتسابها كانتصارات وهزائم، بينما المباريات التي تحسم عن طريق ركلات الجزاء الترجيحية تحسب كتعادلات.
| م  | الفريق                   | لعب | ف | ت | خ | أ.له | أ.ع | أ.ف | نقاط | النتيجة النهائية         |
| -- | ------------------------ | --- | - | - | - | ---- | --- | --- | ---- | ------------------------ |
| 1  | السعودية                 | 6   | 5 | 1 | 0 | 13   | 0   | +13 | 16   | البطل                    |
| 2  | أوزبكستان                | 6   | 3 | 2 | 1 | 12   | 5   | +7  | 11   | الوصيف                   |
| 3  | اليابان                  | 6   | 4 | 1 | 1 | 11   | 3   | +8  | 13   | المركز الثالث            |
| 4  | أستراليا                 | 6   | 3 | 1 | 2 | 5    | 6   | −1  | 10   | الرابع                   |
|    |                          |     |   |   |   |      |     |     |      |                          |
| 5  | كوريا الجنوبية           | 4   | 2 | 1 | 1 | 6    | 5   | +1  | 7    | إقصاء في ربع النهائي     |
| 6  | العراق                   | 4   | 1 | 3 | 0 | 7    | 5   | +2  | 6    | إقصاء في ربع النهائي     |
| 7  | فيتنام                   | 4   | 1 | 2 | 1 | 5    | 5   | 0   | 5    | إقصاء في ربع النهائي     |
| 8  | تركمانستان               | 4   | 1 | 1 | 2 | 4    | 5   | −1  | 4    | إقصاء في ربع النهائي     |
|    |                          |     |   |   |   |      |     |     |      |                          |
| 9  | تايلاند                  | 3   | 1 | 1 | 1 | 5    | 3   | +2  | 4    | إقصاء في مرحلة المجموعات |
| 10 | الأردن                   | 3   | 1 | 1 | 1 | 2    | 2   | 0   | 4    | إقصاء في مرحلة المجموعات |
| 11 | الإمارات العربية المتحدة | 3   | 1 | 0 | 2 | 3    | 4   | −1  | 3    | إقصاء في مرحلة المجموعات |
| 12 | إيران                    | 3   | 0 | 2 | 1 | 3    | 4   | −1  | 2    | إقصاء في مرحلة المجموعات |
| 13 | قطر                      | 3   | 0 | 2 | 1 | 3    | 9   | −6  | 2    | إقصاء في مرحلة المجموعات |
| 14 | الكويت                   | 3   | 0 | 0 | 3 | 1    | 6   | −5  | 0    | إقصاء في مرحلة المجموعات |
| 15 | ماليزيا                  | 3   | 0 | 0 | 3 | 1    | 9   | −8  | 0    | إقصاء في مرحلة المجموعات |
| 16 | طاجيكستان                | 3   | 0 | 0 | 3 | 0    | 10  | −10 | 0    | إقصاء في مرحلة المجموعات |